# Gęsiarka (obraz Constanta Troyona)
Gęsiarka lub Na wypasie z gęsiarką (franc. Gardeuse d'oies, Le pâturage à la gardeuse d'oies) – obraz olejny francuskiego malarza Constanta Troyona z 1854 roku, przedstawiający pasterkę ze zwierzętami.
Constant Troyon był przede wszystkim autorem pejzaży wiejskich związanym ze Szkołą z Barbizon. Gęsiarka jest obrazem sygnowanym: S.D.b.g. : C. Troyon. 1854. Autor przedstawił gęsiarkę pędzącą stado gęsi przez pastwisko. W poł. XIX wieku wybór sceny wiejskiej jako tematu dzieła malarskiego był czymś nowatorskim. Więcej niż połowę górnej części obrazu zajmuje namalowane pośpiesznie niebo. Na pastwisku, obok przechodzącej dziewczyny, pasą się dwie krowy. Dzieło Troyona przywodzi na myśl obraz Jean-François Milleta Kobieta prowadząca krowę (franc. Femme conduisant sa vache), wystawionego w 1859. Obraz Troyona jest radośniejszy. Artysta jeszcze raz znalazł okazję, by namalować tak lubiane przez siebie zwierzęta. Gęsiarka znajduje się w zbiorach Musée d’Orsay w Paryżu.